# کانرود (آستارا)
کانرود، روستایی از توابع بخش لوندویل شهرستان آستارا در استان گیلان ایران است که در ۸ کیلومتری جاده آستارا به تالش، که از سمت شمال به روستاها و نواحی دربند و عباس‌آباد، از سمت جنوب به روستای سیبلی و نواحی اطراف لوندویل، از سمت شرق به دریای خزر و از سمت غرب به جنگل‌های دیله و عشایرنشین لاتون و کوه‌اسپیناس پیوند دارد. باشندگان به زبان‌ تالشی سخن می‌گویند. و شغل آن‌ها اغلب کشاورزی است و در مهمان‌نوازی و مهربانی و فرهنگ دوستی شهره هستند. مناطق و محله‌هایی متعددی دارد که گسترده‌ترین آن‌ها داداش آباد، صفرآباد، گل حسن محله، باش محله و شونده کش هستند.

## جمعیت
این روستا در دهستان لوندویل قرار دارد و براساس سرشماری عمومی نفوس و مسکن(1395) مرکز آمار ایران، جمعیت آن ۲۶۴۰ نفر (۷۶۲ خانوار) بوده‌است و پرجمعیت‌ترین روستای شهرستان آستارا است.بر اساس این سرشماری، در شهرستان آستارا، پس از روستای کانرود، به ترتیب روستاهای ویرمونی، عنبران محله، خشکه دهنه، عباس آباد، سیبلی و باغچه سرا از لحاظ جمعیت در رتبه‌های بعدی هستند.

## کانرود در لغت‌نامه دهخدا
در لغت‌نامه دهخدا دربارهٔ کانرود این گونه توضیح داده شده‌است: کانرود. (اِخ) دهی است از دهستان مرکزی بخش آستارا شهرستان آستارا  واقع در یازده هزارگزی جنوب آستارا و دوهزارگزی شوسهٔ آستارا به پهلوی. ناحیه‌ای است جنگلی، گرمسیر و دارای ۹۶۱ تن سکنه. از رودخانه مشروب می‌شود. محصولاتش برنج و صیفی است. اهالی به کشاورزی و تهیهٔ زغال از چوب جنگل گذران می‌کنند. محل سکنای ایل کانرود است. این ده را کاه ری نیز می‌گویند. (از فرهنگ جغرافیائی ایران ج ۴).کانرود در لغتنامه دهخدا

## نامگذاری
نام کانرود اشاره به رودی دارد که از سرزمینی می‌گذرد که کان (معدن) بزرگی در آن وجود دارد (داشته). مراد معدن آهکی در کوه‌های کانرود است که در قدیم الایام گسترش فراوانی داشته و از مصالح اصلی خانه‌های گلی آستارا و منطقه در گذشته بوده‌است و بقایای آن هنوز موجود است ولی به علت دسترسی سخت و مالرو بودن مسیر متروک رها شده‌است.

## مناطق دیدنی
امامزاده ابراهیم و قاسم
مزار دو برادر از فرزندان موسی کاظم که در سال۲۵۳ هجری قمری به دست عمال بنی عباس در منطقه کانرود کشته شدند. درآستارا، بخش لوندویل، محدودهٔ روستای بزرگ کانرود در پنج کیلومتری شهرآستارای استان گیلان واقع شده‌است. محل تجمعات مذهبی و بخصوص مراسم عزاداری حسین ابن علی است و هرساله در ایام محرم دسته‌های عزاداری از روستاهای اطراف و شهرهای آستارا و نمین و لوندویل تجمعات بزرگ حسینی را در این مکان با آداب و رسومات عزاداری خاص هر منطقه برگزار می‌کنند. بنای قبلی امامزاده ابراهیم و قاسم که بنایی شکیل و زیبا بود جهت گسترش آستان تخریب وبنای جدید سال‌هاست با مشارکت خیرین در حال ساخت است. در حال حاضر نیز اداره اوقاف و امور خیریه شهرستان آستارا به این امامزاده منتقل شده‌است.

## ییلاقات لاتون
در ارتفاعات غربی روستای کانرود،در میان کوه‌های پوشیده از مه و جنگل، یکی از اعجاب انگیزترین و زیباترین مناطق ایران قرار گرفته‌است : بکر و ناشناخته و مرموز و البته مظلوم آخرین روزهای اوج خویش را با خاطرات روزهای پرشکوهش به احتضار نشسته است:منطقه ییلاقی و عشایرنشین لاتون.لاتون تا چند سال پیش جزء روستای قدیمی و فراموش شده دیله بود که همراه با نام این روستا و به نام "دیله و لاتون" شناخته می‌شده‌است اما با اجرای طرح ساماندهی جنگل‌ها و مراتع و کوچانده شدن اهالی دیله منطقه لاتون نیز به کانرود ملحق گردید و به عنوان آخرین منطقهٔ قدیمی و یادگار زندگی نیاکانمان تنها و بی یاور در انتظار تخلیه و تصرف شدن توسط سیم‌های خاردار سازمان جنگل‌ها و مراتع مانده‌است.کسی چه می‌داند شاید آرزوی لاتون نیز همین باشد.کشیدن نفسی راحت از پس قرن‌ها به شرطی که به فراموشی کامل منجر نشود و با اتخاذ تصمیمات صحیح و با توجه به وجود ظرفیت‌های بی‌نظیر به عنوان منطقه ویزه توریستی به جهانیان معرفی شود. با طی مسیر در امتداد رودخانه کانرود به مناطق جنگلی و پرقدمت دیله و کینه دژ و وجله کم و در مسیرهای مختلف که یکی در امتداد آبشار لاتون است در نهایت به منطقه عشایری لاتون می‌رسیم که این مسیر یکی از بکرترین و جذابترین مسیرها برای کوهنوردان است.

## ساحل صدف
ساحل زیبای صدف در شرق کانرود، مابین کانرود و روستای سیبلی، و  ۱۰ کیلومتری جاده  آستارا به تالش واقع شده و نخستین طرح سالم‌سازی در دریای خزر است. وجود امکانات بازی و تفریح کودکان، جدا بودن محل شنای برادران از خواهران، وجود مسافرخانه و اتاق‌های استراحت در شب، پلاژهای عرضه خدمات، اماکن نصب چادر، اکیپ امداد، نجات غریق و ماهیگیری، مجاورت با جنگل و منطقه حفاظت شده لوندویل و مراقبت مأموران انتظامی، محیطی امن و دلنشین برای گردشگران به وجود آورده‌است.

## رودخانه کانرود
رودخانه کانرود از به هم پیوستن چشمه‌های زلال کوه‌های لاتون و اسپیناس سرچشمه گرفته‌است و پس از گذشتن از کوه‌های سرسبز و مسیری بسیار چشم‌نواز و آبیاری مزارع برنج کانرود در دریای خزر آرام می‌گیرد. در زلالی و پاکی شهره عام و خاص است و به برکت رودخانه کانرود برنج این منطقه نیز عطر و طعم بی‌نظیر و خاص خود را دارد.